# بضع الصمام
بضع الصمام (بالإنجليزية: Valvulotomy)‏ ويطلق عليه أيضًا بضع الصمام أو رأب الصمام، ويتكون من عمل جرح واحد أو أكثر في حافة الصوار، وهو المكان الذي يرتبط فيه شيئان بعضهما ببعض، يُستخدم هذا المصطلح بشكل خاص في مجالات علم التشريح وعلم الأحياء المتكون بين اثنين أو ثلاث من وريقات الصمامات، مما يخفف من تضيق الصمام (وخاصة تضيق الصمام التاجي).
كما هو الحال مع العديد من الأنواع الأخرى من العمليات الجراحية، قد يتم بضع الصوار الصمامي من خلال الطرق الجراحية المفتوحة أو الجراحة طفيفة التوغل، وأحيانًا (ولكن ليس دائمًا)، تُفهم المصطلحات الجراحية على أنها تشير فقط إلى الطرق الجراحية المفتوحة، ويشار بشكل أقل إلى الجراحة طفيفة التوغل ويطلق عليها الإجراءات التدخلية، إن طرق جراحة طفيفة التوغل يتم من خلال تجويف الأوعية الدموية عن طريق القسطرة القلبية، ويطلق عليها أيضًا عبرالتجويف أو بطريق القثطار، يبدأ هذا الأسلوب بجرح صغير في الجلد للوصول إلى الأوعية الدموية التي تؤدي إلى القلب، ويتم استخدام البالونات التي يتم نفخها؛ لتخفيف التضيق في وريقات الصمامات. ويطلق عليها أسماء مثل بضع الصمام عن طريق الجلد، رأب الصمام التاجي بالبالون عن طريق الجلد، بضع الصمام الأبهري بالبالون عبر الجلد، وما إلى ذلك.